# Axel von Fersen (skolfartyg, 2008)
Axel von Fersen är ett skolfartyg i den finländska marinen. Fartyget är det tredje av Fabian Wrede-klassen och döptes och överläts till flottan i Nystad den 30 juni 2008.
Sjökrigsskolan använder fartyget för skolning av skärgårds- och kustsjömanskap. De som tränas på fartyget är huvudsakligen flottans kadetter och reservofficerare.
Fartyget döptes av dess gudmor, fru Riitta Varsio. Fartyget byggdes av Uudenkaupungin Työvene Oy.
De nya fartygen ersatte de gamla Heikki-båtarna som var 40 år gamla. Enhetspriset är 1,3 miljoner euro.

## Namnet
Fartyget är döpt efter greven och riksrådet, sedermera fältmarskalken Axel von Fersen d.ä.. Även ett tidigare skepp, förbindelsefartyget Axel von Fersen, bar detta namn.

## Fartyg av klassen
- Fabian Wrede
- Wilhelm Carpelan
- Axel von Fersen